# Todra
Soutěska Todra (Gorges du Todra) se nachází ve východní části pohoří Vysoký Atlas v Maroku a je součástí jedné z nejkrásnějších oáz v Maroku, oázy Tinerhir.
Řeka Todra se zařezává do skalnatého území na své závěrečné 40kilometrové trase horami. Posledních 600 m soutěsky jsou zřejmě nejvíce působivé, jak se kaňon zužuje a plochou kamenitou trasu širokou 10 m se strmými, hladkými skalnatými stěnami vysokými až 300 m. Atmosféru dotváří říčka, která teče na samém dně.
Místo již není tak odlehlé jako v minulosti díky dostavbě dobře udržované asfaltové cesty, která vede údolím od města Tinerhiru až po soutěsku. Betonová cesta pokračuje kolem hotelů až k ústí soutěsky a nahoru do vesnic Aït Hani, Tamtatouchte a Imilchil.